# Učení s učitelem

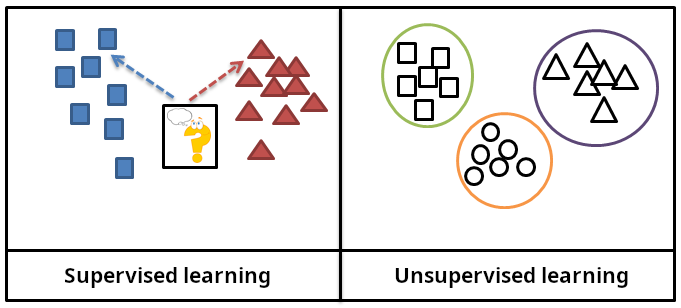
Rozdíl mezi učením pod dohledem a bez dohledu

Učení s učitelem je třída metod strojového učení, která stojí v opozici proti učení bez učitele. Trénovací data se přitom sestávají ze vstupních objektů (vektorů jejich příznaků) a jejich požadovaných výstupních ohodnocení, tj. závisle proměnných (obecně také ve tvaru vektorů), tj. výroků učitele o objektu.
Výstupem naučené funkce (jejíž příklady jsou obsaženy v trénovacích datech) pak mohou být spojité hodnoty (při regresi) anebo binární hodnoty označující příslušnost vstupních objektů do daných tříd (při klasifikaci). Naučená funkce pak dokáže odhadovat výstupní ohodnocení každého vstupního objektu (i neobsaženého v trénovacích datech) poté, co zpracuje trénovací příklady (tj. dvojice vstup a požadovaný výstup). Aby to dokázala, musí umět zobecnit (generalizovat) souvislost mezi vstupy a výstupy danou příklady obsaženými v trénovacích datech "smysluplným" způsobem. (Porovnejte s učením bez učitele.)

## Hebbovské učení
Hebbův princip učení lze popsat jako metodu určování, jak měnit váhy mezi umělými neurony. Váha mezi dvěma neurony se zvyšuje, pokud se oba neurony aktivují současně, a snižuje, pokud se aktivují odděleně. Uzly, které mají tendenci být buď oba pozitivní, nebo oba negativní současně, mají silné pozitivní váhy, zatímco ty, které mají tendenci být opačné, mají silné negativní váhy. Hebbovské učení se užívá u asociativních pamětí, jako je Lineární autoasociativní paměť, Bidirektní heteroasociativní paměť či Hopfieldova síť.

## Přeučení
Overfitting neboli přeučení je stav, kdy je systém příliš přizpůsoben množině trénovacích dat, ale nemá schopnost generalizace a selhává na validační množině dat. To se může stát např. při malém rozsahu trénovací množiny nebo pokud je systém příliš komplexní, např. příliš mnoho skrytých neuronů v neuronové síti. Řešením je zvětšení trénovací množiny, snížení složitosti systému nebo různé techniky regularizace, jako je zavedení náhodného šumu (což v zásadě odpovídá rozšíření trénovací množiny), zavedení omezení na parametry systému, které v důsledku snižuje složitost popisu naučené funkce, nebo předčasné ukončení učení (průběžné sledování chyby na validační množině a konec učení ve chvíli, kdy se chyba na této množině dostane do svého minima).

## Trénovací data
Trénovací data jsou data (v konkrétní počítačové podobě například databáze nebo adresář se soubory), na kterých se v umělé inteligenci nebo strojovém učení odhadují parametry a/nebo struktura modelu. Trénovací data se skládají ze vstupního vektoru (množiny) dat a v případě učení s učitelem také odpovídajícího výstupního vektoru dat. 
Pro správné naučení inteligentního systému je obvykle potřeba dostatečně reprezentativní množství trénovacích dat. Inteligentní systémy jsou v podstatě funkce, které ze vstupního vektoru vypočítají výstupní vektor a podle rozdílu od správného výstupního vektoru upraví své vnitřní parametry. Tento proces se opakuje, dokud není systém dostatečně naučen. Trénovací data se dle způsobu užití dělí do tří skupin:
- Trénovací množina je sada dat, ve které algoritmus nachází určitý vztah, tj. provádí jejich (regresní analýzu), čímž se 'učí'.
- Validační množina je sada dat, která se používají pro případnou úpravu parametrů učení ve snaze vyhnout se jeho 'přeučení'.
- Testovací množina je sada dat, která se používají pro ověření kvality naučeného systému. Měla by být odlišná od trénovací resp. validační množiny. Systém je správně naučený tehdy, jestliže se shodnou úspěšností vyhodnocuje trénovací množinu i testovací množinu. Pokud má vyhodnocení trénovací množiny výrazně vyšší úspěšnost, je systém přeučený.